# Kamakura

Město Kamakura na mapě prefektury Kanagawa

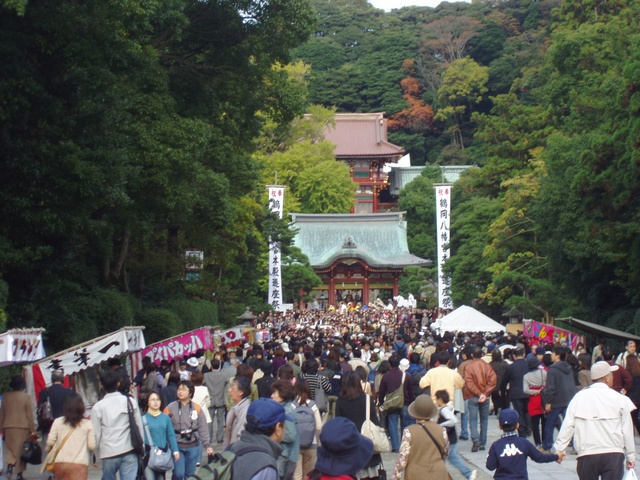
Davy turistů před svatyní Curugaoka Hačiman

Kamakura (japonsky 鎌倉市, Kamakura-ši) je město ležící v japonské prefektuře Kanagawa na ostrově Honšú asi 50 km na jihojihovýchod od Tokia.
K 1. květnu 2008 mělo město 175 575 obyvatel a celkovou rozlohu 39,53 km².
Mezi lety 1185 a 1333 měl ve městě své sídlo šógun, a proto je toto období nazýváno obdobím Kamakura.

## Významné památky
Ve městě je spousta buddhistických a šintoistických chrámů a svatyní. Nejznámější jsou:
- Kaikózan Hase-dera
- Kótokuin
- Engaku-dži
- Svatyně Curugaoka Hačiman
- Ófuna Kannon
- Džómjó-dži
- Kenčó-dži
- Rjúkó-dži
- Sugimoto-dera
- Hókoku-dži

## Rodáci
- Džunko Ozawaová (* 1973) – fotbalistka
- Nao Šikataová (* 1979) – fotbalistka
- Najuha Tojodaová (* 1986) – fotbalistka

## Partnerská města
- Ašikaga, Japonsko (1982)
- Hagi, Japonsko (1979)
- Nashville, USA (2014)
- Nice, Francie (1966)
- Tun-chuang, ČLR (1998)
- Ueda, Japonsko (1979)